# Administration coloniale
Pour les colonies de peuplements (territoire colonial dans lequel sont installés beaucoup de métropolitains) on observe deux politiques :

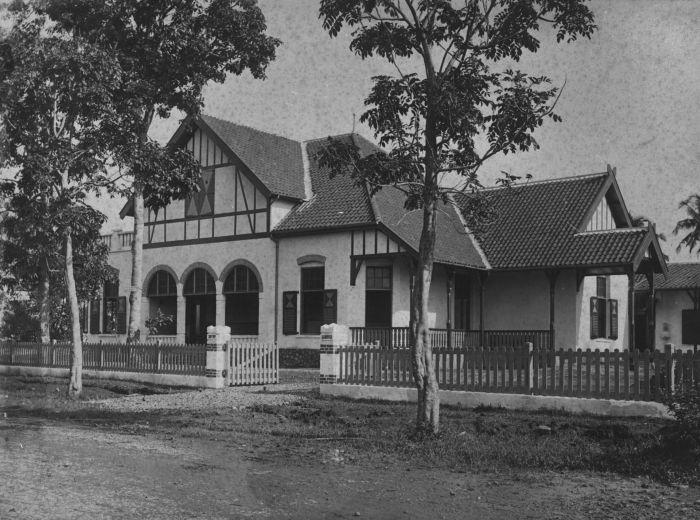
Architecture coloniale à Bandoung, 1910-1935 (île de Java, alors possession néerlandaise) ; bureau d'architectes Biezeveld & Moojen.

- Assimilation coloniale : politique qui consiste à nier l'existence de « races inférieures » et qui souhaite amener les populations indigènes aux civilisations de la métropole.

- Association : politique qui consiste à respecter les coutumes locales et laisser les indigènes se diriger d'eux-mêmes. L'expression anglaise est « Indirect rule ».

Dans les colonies d'exploitation (exemples : Afrique-Occidentale française et Indochine pour la France), la colonie fournit des matières premières à la métropole ; l'administration se contente donc de construire des infrastructures : voies de chemin de fer, ports... et lui impose sa monnaie.
Dans les colonies britanniques, c'est la politique d'association qui est présente. Le Dominion est une colonie britannique qui a le droit de se gouverner elle-même mais tout en reconnaissant l'autorité britannique (1931 : création d'un Commonwealth association de plusieurs Dominions (Canada, Inde...). Protectorat : colonies administrées par des chefs indigènes mais assistés par des conseillers britanniques.

### Études théoriques
- Études postcoloniales, Études décoloniales, Guerres de l'histoire.

## Sources
- Les administrations coloniales XIXe – XXe siècles, Esquisse d'une histoire comparée Colloque de l'Institut d'histoire du temps présent (C.N.R.S.) avec dix-huit communications sous la direction de Samia El Mechat, Presses universitaires de Rennes, 2009